# 梵條鰍科
梵条鰍科（Vaillantellidae）為輻鰭魚綱鯉形目的其中一科。

## 分類
梵条鰍科下分1個屬3种，如下：
- 幸氏梵條鰍（Vaillantella cinnamomea）
- 梵條鰍（Vaillantella euepiptera）
- 馬氏梵條鰍（Vaillantella maassi）